# Pimpla canaliculata
Pimpla canaliculata là một loài tò vò trong họ Ichneumonidae.